# Adolph Hofner
Adolph Hofner (* 8. Juni 1916 in Moulton, Texas; † 2. Juni 2000) war ein US-amerikanischer Country-Musiker und Orchesterleiter. Hofner war in Südtexas einer der bekanntesten und erfolgreichsten Vertreter des Western Swing.

## Leben

### Kindheit und Jugend
Adolph Hofner wuchs im Lavaca County, Texas, auf. Seine Vorfahren waren deutscher und tschechischer Herkunft und daher war es nicht verwunderlich, das Hofner mit Polkas und anderer mitteleuropäischen Tanzmusik aufwuchs. 1928 zogen er und seine Familie nach San Antonio, wo Hofner und sein Bruder Emil, der Steel Guitar spielte, begannen in Clubs aufzutreten.

### Karriere
Nachdem die beiden Hofner-Brüder zum ersten Mal Bob Wills und Milton Brown mit ihrem neuen Jazz beeinflusstem Stil hörten, veränderten auch die ihre Musik in diese Richtung. Hofner sagte später dazu: „Now that’s what sold me on western music -- because they had a band.“  Vorher hatte man vornehmlich Cajun, Hillbilly und Hawaiian Music gespielt. Tagsüber arbeitete Hofner als Mechaniker, abends spielte er mit Bruder Emil und dem Fiddler Jimmie Revard in verschiedenen lokalen Bands. Zusammen mit Emil und Revard gründete Hofner die Western-Swing-Band Jimmie Revard’s Oklahoma Playboys, die schnell zu einer gefragten Showgruppe um San Antonio wurde. Mit verschiedenen anderen Bands nahm Hofner zu dieser Zeit erste Platten auf.
Inspiriert durch Hofners Freund Floyd Tillman gründete er seine eigene Band, Adolph Hofner and his Texans, die sich später in The San Antonians umbenennen sollte. Anfang der 1940er Jahre bekam Hofner einen Plattenvertrag bei Okeh Records und Columbia Records. Zwei seiner bekanntesten Titel aus dieser Zeit waren Maria Elena und der Alamo Rag. 1941 folgte Hofners größter Hit, eine Version des Traditionals Cotton-Eyed Joe. Inzwischen hatten Hofner und seine Band ihren Standort gewechselt und waren nach Kalifornien gezogen. Während dieser Zeit arbeitete Hofner unter Namen wie „Dub Hofner“ und „Dolph Hofner“, um der Assoziation seines Vornamens mit Adolf Hitler zu vermeiden.
Nach dem Zweiten Weltkrieg – Hofner war wieder nach Texas zurückgekehrt – spielte er wieder unter seinem richtigen Namen und nahm neben populären Western Swing nun auch traditionelle tschechischsprachige Tanzmusik auf. Seine Stücke The Shiner Song und The Prune Waltz gelten heute als Klassiker texanischer Musik.1949 wechselte der Name seiner Band für Radioauftritte zu Pearl Wranglers, für Plattenaufnahmen hießen sie jedoch weiterhin San Antionians. Für die nächsten Jahre trat Hofner weiterhin auf und nahm für das Label Sarg records Platten auf, seine erfolgreichste Zeit war jedoch vorbei, auch wenn Hofner und seine San Antonians bis in die 1980er-Jahre eine beliebte Band blieben. Schließlich musste Hofner seine Karriere als Musiker aufgrund schwerer Krankheit niederlegen und verstarb 2000.
Adolph Hofner hinterließ ein musikalisches Erbe das spätere Country-Musiker, von Willie Nelson bis Charlie & Bruce Robison, beeinflussen sollte.

## Diskografie

### Singles
| Jahr             | Titel                                                              | Anmerkungen            |
| ---------------- | ------------------------------------------------------------------ | ---------------------- |
| Montgomery Ward  |                                                                    |                        |
| 194?             | Dreaming Waltz / I’ll Keep My Old Guitar                           |                        |
| 194?             | That Little Town / Little Brown Eyed Lady                          |                        |
| 194?             | Someone Is Alone / It’s All My Fault                               |                        |
| 194?             | Because I Have Lost You / Why Should I Cry Over You                |                        |
| 194?             | Strashidio Polka / Dis Ja Liebe Spim                               |                        |
| 194?             | Sam The Old Accordion Man / Joe Turner’s Blues                     |                        |
| 194?             | Maria Elena Waltz / Spanish Two Step                               |                        |
| Columbia Records |                                                                    |                        |
| 1947             | Sweetheart, This Is Goodbye / Sage Brush Shuffle                   |                        |
| 1947             | Sometimes / Waiting For You Dear                                   |                        |
| 1947             | You Don’t Love Me Anymore / Will You Think of Me                   |                        |
| 1947             | There’s A Star In The Heavens / Alamo Rag                          |                        |
| 1947             | Paul Jones / Cotton-Eyed Joe                                       |                        |
| 1947             | Swing With The Music / Alamo Steel Serenade                        |                        |
| 1948             | Tickle Toe Polka / Jessie Polka                                    |                        |
| 1950             | Life Passed Me By / Heska Holska Schottische                       |                        |
| 1950             | Cotton-Eyed Joe / Put Your Little Foot Out                         |                        |
| 1950             | Dude Ranch Schottische / Seven Step Polka                          |                        |
| 1950             | Rye Waltz / Little Brown Jug                                       |                        |
| 1950             | Herr Schmidt / Ten Pretty Girls                                    |                        |
| 1950             | Please Don’t Take That Bottle From Me / In My Heart And On My Mind |                        |
| Bluebird Records |                                                                    |                        |
| 19??             | Sam, The Old Accordion Man / Joe Turner’s Blues                    | Wiederveröffentlichung |
| 19??             | You’re Always On My Mind / ?                                       |                        |
| Sarg Records     |                                                                    |                        |
| 1962             | Pipeliner Blues / Over The Waves (instr.)                          | mit Smokey Sweat       |

### Alben
- 1955: Dance-O-Rama
- 1980: South Texas Swing (Arhoolie Records) LP, Sampler